# Guerra birmano-siamesa (1765–1767)
A Guerra birmano-siamesa de 1765–1767 (em birmanês: ယိုးဒယား - မြန်မာစစ် lit. "guerra da segunda queda de Ayutthaya") foi o segundo conflito militar entre a Dinastia Konbaung da Birmânia (Myanmar) e a dinastia Luang Ban Phlu do Sião (Tailândia). Ocorreu quatro décadas antes do estabelecimento do reino Siamês. Apesar da vitória birmanesa, os birmaneses foram logo forçados a desistir de seus ganhos duramente conquistados quando as invasões chinesas de sua terra natal forçaram uma retirada completa, até o final de 1767. A nova dinastia siamesa, que traça as origens da atual monarquia tailandesa, surgiu para reunificar o Sião, por volta de 1770.
O conflito foi a continuação da guerra de 1759-1760. O Casus belli desta guerra foi o controle da costa Tenasserim e o seu comércio, e o apoio siamês aos rebeldes nas regiões de fronteira da Birmânia. A guerra começou em agosto de 1765, quando uma tropa birmanesa de 20 000 homens invadiu o norte do Sião, sendo acompanhado pelos três exércitos do sul em outubro, que possuíam mais de 20 000 homens, em um movimento de derrubada de Ayutthaya. Ao final de janeiro de 1766, os exércitos birmaneses haviam superado defesas siameses numericamente superiores, mas mal coordenadas, dirigindo-se à capital do reino.
O cerco de Ayutthaya começou durante a primeira invasão chinesa da Birmânia. Os siameses acreditavam que eles poderiam aguentar até a estação das chuvas, a inundação sazonal da planície central de Ayutthaya, que forçaria um retiro das tropas invasoras. Mas o rei Hsinbyushin, da Birmânia, acreditava que a guerra chinesa era uma disputa de fronteira menor, e decidiu continuar o cerco. Durante a estação chuvosa de 1766 (junho-outubro), a batalha mudou-se para as águas da planície alagada, mas não conseguiu mudar o status quo. Quando a estação seca ocorreu, os chineses lançaram uma invasão muito maior, mas Hsinbyushin ainda se recusou a recordar as tropas. Em março de 1767, o rei Ekkathat, do Sião, ofereceu-se para tornar-se um afluente, mas os birmaneses exigiram uma rendição incondicional. Em 7 de abril de 1767, os birmaneses saquearam a capital, que foi atingida por uma época de fome pela segunda vez na história, cometendo atrocidades que deixaram uma grande marca nas relações políticas entre os dois reinos, que perdura até os dias atuais. Milhares de prisioneiros siameses foram realocados para a Birmânia.
O domínio da Birmânia foi de curta duração. Em novembro de 1767, os chineses invadiram o Sião novamente, com sua força maior ainda, finalmente convencendo Hsinbyushin a retirar suas forças do Sião. Na guerra civil que se seguiu, Taksin reuniu forças no então Reino de Thonburi, em meados de 1770. Os birmaneses também haviam derrotado uma quarta invasão chinesa por volta de 1769.